# Puerto Punta Lobitos
Puerto Punta Lobitos, o Punta Lobitos, es un puerto de embarque de minerales en la costa nor-central del Perú administrado por la Compañía Minera Antamina. Es el punto final del recorrido del mineroducto de Antamina. Allí se ubica la Planta de Filtrado en donde los polvos finos de los concentrados minerales transportados por el mineroducto son separados del agua. Los concentrados son almacenados para luego ser embarcados. El agua es tratada para luego ser reutilizada como agua de irrigación en el bosque de Huarmey. En 2013, Antamina reportó que Punta Lobitos recibe un promedio de nueve embarcaciones por mes.
El código oficial de ubicación UN/LOCODE del puerto es PEPLO.

## Ubicación
El puerto se ubica a 1 km a la izquierda de Puerto Huarmey y a 4 km al suroeste de la ciudad de Huarmey, en el distrito y provincia homónima del departamento de Áncash. Asimismo, el terminal se ubica a 5 km al oeste de la carretera Panamericana y a 2 km al sur del río Huarmey.

## Infraestructura
La Dirección General de Capitanías y Guardacostas aprobó el sitio en 1999. En el año 2000 se instalaron los pilares en el fondo marino para la construcción del muelle.
El terminal portuario cuenta con un área de almacenamiento con una capacidad de 180 000 toneladas de concentrados. También cuenta con un muelle de 271 metros de largo en donde se ubica una faja transportadora que tiene la función de embarcar los minerales a los barcos.

### Planta de Filtrado
En el puerto Punta Lobitos se desarrolla principalmente el proceso de separación sólido-líquido de los concentrados de cobre y zinc que son enviados en pulpa a través del mineroducto con porcentaje de sólidos de 64% a 65% en promedio. Los concentrados de cobre que llegan se dividen en siete categorías que se distinguen principalmente por la cantidad de bismuto y arsénico que contienen. Estos elementos se separan según sus propiedades reológicas y mineralógicas y se almacenan de acuerdo a los niveles de metales. Después, mediante cargadores frontales y cintas transportadoras, se trasladan a las bodegas de los buques graneleros, asegurando que la humedad esté dentro de los límites permitidos y cumpliendo con las especificaciones de contenido metálico requeridas por el cliente.
La planta de filtrado cuenta con tres tanques destinados a la recepción y almacenamiento, desde los cuales es posible enviar directamente el concentrado a los cuatro filtros Larox PF-60.

#### Sistema de espesamiento
Se puede optar por alimentar los filtros tras un proceso de aumento de sólidos, utilizando el espesador de pasta, que eleva la concentración de sólidos en la alimentación del 64% al 70-72%. El sistema de espesamiento de la pulpa de concentrado de cobre, que utiliza un espesador de pasta antes de alimentar los filtros, comenzó a operar en 2012 como parte de la expansión de la planta concentradora en la unidad minera.

#### Filtros de prensado
Los cuatro filtros prensa Larox entraron en funcionamiento en 2001. Cada uno cuenta con una superficie de filtrado de 144 m², una capacidad de 108 toneladas por hora y un ciclo de operación de 9 minutos, logrando una humedad promedio del 9% en el producto final.

#### Almacén de concentrados
El material descargado por los cuatro filtros Larox es trasladado por medio de fajas transportadoras hacia un almacén de concentrados con una capacidad de 160 000 toneladas métricas húmedas (TMH). En este espacio, los concentrados se apilan según su calidad:
- Los concentrados de cobre con bajo contenido de bismuto y arsénico se ubican en la zona central.
- Los de alto contenido de bismuto y arsénico se almacenan en el sector sur.
- El concentrado de zinc se coloca en el extremo norte del almacén.

El sistema de almacenamiento utiliza cargadores frontales, tolvas (hoppers) y fajas transportadoras para finalmente cargar el concentrado en las bodegas de los barcos graneleros.